# 신병훈련

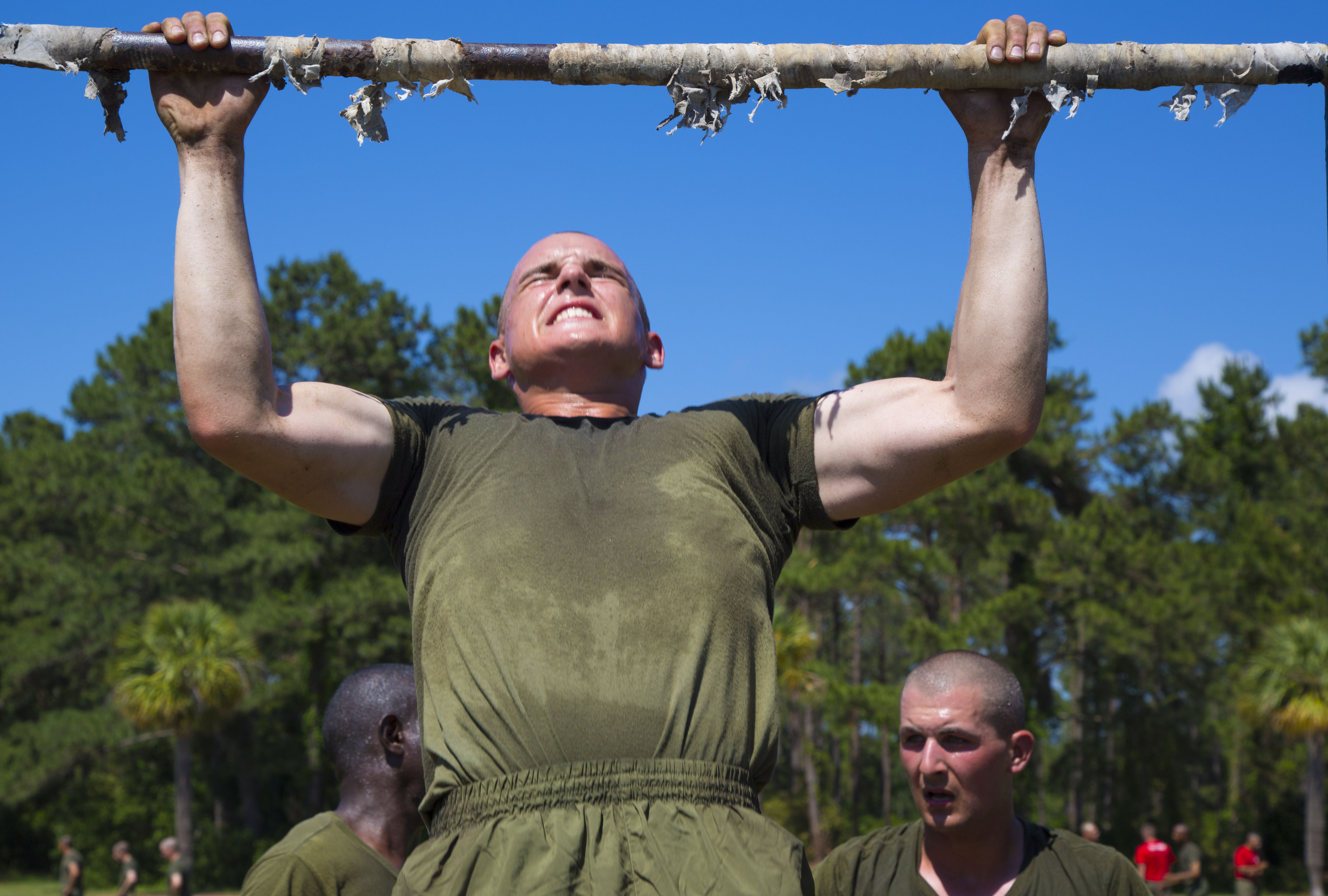
육체 훈련 중인 미국 해병대 신병

신병훈련(영어: military recruit training) 또는 기초군사교육(basic military training) 혹은 부트 캠프(boot camp)는 신규 군인을 위한 초기 훈련을 가리킨다. 이는 신병 모집의 독특한 요구에 맞게 대상을 재사회화(resocialization)하는 신체적, 심리적으로 집약적인 과정이다.

## 주요 특징
기초군사훈련은 새로 모집된 군인을 군대의 사회 규범과 필수 임무에 적응시키는 것을 목표로 일반적으로 몇 주 또는 몇 달 동안 지속되는 집중 주거형 계획이다. 일반적인 특징으로는 발 훈련(foot drill), 검사(inspection), 신체 훈련, 무기 훈련 및 수료 행진(graduation parade)이 있다.
훈련 과정은 신병을 군대 생활의 요구에 맞게 재사회화한다. 심리적 조건화 기술은 신병들이 모든 명령에 복종하고 치명적인 위험에 직면하며 전투에서 적을 죽일 수 있도록 태도와 행동을 형성하는 데 사용된다. 미국의 군사 훈련 방법 전문가인 데이브 그로스먼(Dave Grossman)에 따르면 신병 훈련에서는 역할 모델링, 고전적 조건형성, 조작적 조건화, 잔인화라는 4가지 유형의 조건화 기술을 광범위하게 사용한다.
입대자는 군부대를 위해 자신의 개성을 부분적으로 숨겨야 하며, 이는 살해, 위험에 대한 장기간의 노출 등 일반적으로 민간인 생활에서 할 수 없는 행동을 수행하라는 명령에 대한 복종을 강화한다.

## 같이 보기
- 교관(DI)
- 군사 교육 및 훈련
- 사관학교
- 학사장교
- 조작적 조건화
- 병역